# Ber Percowicz

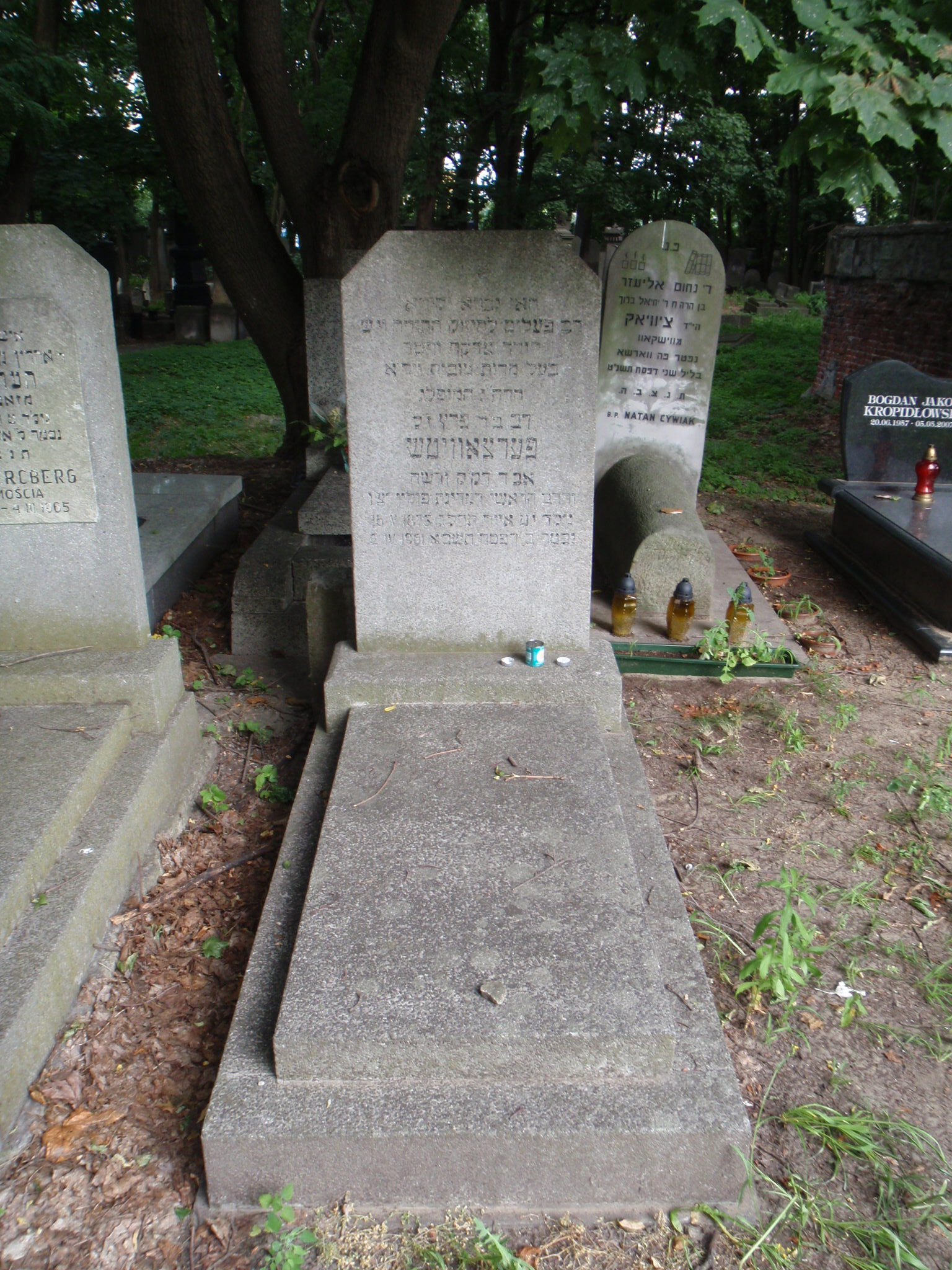
Grob Bera Percowicza na cmentarzu żydowskim przy ulicy Okopowej w Warszawie

Dow Ber Percowicz (ur. 16 maja 1873, zm. 2 kwietnia 1961 w Warszawie) – polski rabin, w latach 1945–1956 i 1957–1961 naczelny rabin Polski.

## Życiorys
Ber Percowicz jest pochowany na cmentarzu żydowskim przy ulicy Okopowej w Warszawie (kwatera 1).